# Бренан, Джон Патрик Миклтуэйт
Джон Патрик Миклтуэйт Бренан (англ. John Patrick Micklethwait Brenan, 19 июня 1917 — 26 сентября 1985) — британский ботаник.

## Биография
Джон Патрик Миклтуэйт Бренан родился в Числхерсте 19 июня 1917 года.
Бренан получил степень магистра искусств в Оксфордском университете в 1940 году и начал работать в Imperial Forestry Institute (ныне — Oxford Forestry Institute) в Оксфорде. Он начал работу в гербарии Королевских ботанических садов Кью в 1948 году и стал главой Африканской секции в 1959 году. В 1952 году Бренан стал членом Лондонского Линнеевского общества. В 1976 году он стал директором Королевских ботанических садов Кью. Бренан был членом нескольких научных обществ и был президентом Ассоциации тропической ботаники с 1970 по 1971 год, а также Ботанического общества Британских островов в 1982 году. Джон Патрик Миклтуэйт описал более 360 видов растений.
Джон Патрик Миклтуэйт Бренан умер в Кью 26 сентября 1985 года.

## Научная деятельность
Джон Патрик Миклтуэйт Бренан специализировался на папоротниковидных и на семенных растениях.